# Maureen Ann Donnelly
Pour les articles homonymes, voir Donnelly.
Maureen Ann Donnelly est une herpétologiste américaine née le 10 août 1954 à Los Angeles en Californie aux États-Unis. Elle est diplômée de l'université de Miami en 1987 après des études sur Oophaga pumilio. C'est une spécialiste de l'herpétofaune néotropicale

## Publications
- Myers CW, Donnelly MA (1996). A New Herpétofaune de Cerro Yavi , Venezuela: Premiers résultats du Robert G. Goelet American- Terramar Expedition aux Tepuis du Nord-Ouest". American Museum Novitates (3172): 1-56.
- Donelly MA (1994). "Mesure et suivi la diversité biologique : Méthodes standard pour Amphibiens " Dans : . Heyer WR (1994)[1].

## Taxons décrits
- Adercosaurus vixadnexus Myers & Donnelly, 2001
- Allobates undulatus (Myers & Donnelly, 2001)
- Anolis bellipeniculus (Myers & Donnelly, 1996)
- Anomaloglossus tamacuarensis (Myers & Donnelly, 1997)
- Arthrosaura montigena Myers & Donnelly, 2008
- Arthrosaura synaptolepis Donnelly, McDiarmid & Myers, 1992
- Atractus guerreroi Myers & Donnelly, 2008
- Bungarus slowinskii Kuch, Kizirian, Nguyen, Lawson, Donnelly & Mebs, 2005
- Caecilita Wake & Donnelly, 2009
- Caecilita iwokramae Wake & Donnelly, 2009
- Ceuthomantis cavernibardus (Myers et Donnelly, 1997)
- Echinosaura sulcarostrum Donnelly, MacCulloch, Ugarte & Kizirian, 2006
- Erythrolamprus torrenicola Donnelly & Myers, 1991
- Hypsiboas angelicus Myers & Donnelly, 2008
- Incilius majordomus Savage, Ugarte & Donnelly, 2013
- Microcaecilia savagei Donnelly & Wake, 2013
- Petracola waka Kizirian, Bayefsky-Anand, Eriksson, Minh & Donnelly, 2008
- Philodryas cordata Donnelly & Myers, 1991
- Plica lumaria Donnelly & Myers, 2001
- Plica pansticta (Myers & Donnelly, 2001)
- Pristimantis auricarens Myers & Donnelly, 2008
- Pristimantis avius (Myers & Donnelly, 1997)
- Pristimantis cantitans (Myers & Donnelly, 1996)
- Pristimantis memorans (Myers & Donnelly, 1997)
- Pristimantis pruinatus (Myers & Donnelly, 1996)
- Pristimantis yaviensis (Myers & Donnelly, 1996)
- Sphenomorphus rarus Myers & Donnelly, 1991
- Stefania tamacuarina Myers & Donnelly, 1997
- Thamnodynastes duida Myers & Donnelly, 1996
- Thamnodynastes yavi Myers & Donnelly, 1996